# Kühne Logistics University
 (septembre 2023).
Si vous disposez d'ouvrages ou d'articles de référence ou si vous connaissez des sites web de qualité traitant du thème abordé ici, merci de compléter l'article en donnant les références utiles à sa vérifiabilité et en les liant à la section « Notes et références ».
Kühne Logistics University est une université privée et business school reconnue par l’État basée à Hambourg, en Allemagne. La KLU est située à HafenCity, Hambourg, et les cours sont dispensés en anglais. Elle a également une implantation à Hô Chi Minh-Ville, au Vietnam. Des programmes et cours de management, de leadership, de data science et de supply chain y sont dispensés. Elle délivre les diplômes de Bachelor, Master, MBA, et Doctorat. KLU est financée par la Kühne Foundation, dont la KLU est considérée comme le projet phare. A terme la Kühne Fondation atteindra un budget d’environ 30  milliards d’euros.

## Histoire
La KLU a été créée en 2010 par Klaus-Michael Kühne et sa fondation, la Kühne Stiftung, qui est basée à Schindellegi, en Suisse, l’entité contractante étant la Kühne Logistics University GmbH. La fondation à but non lucratif soutient l’éducation, la formation complémentaire ainsi que la recherche et la science du transport et de la logistique.
La KLU envisage d'ouvrir plusieurs campus en dehors de l'Europe, en Asie, en Amérique Latine, et en Afrique.

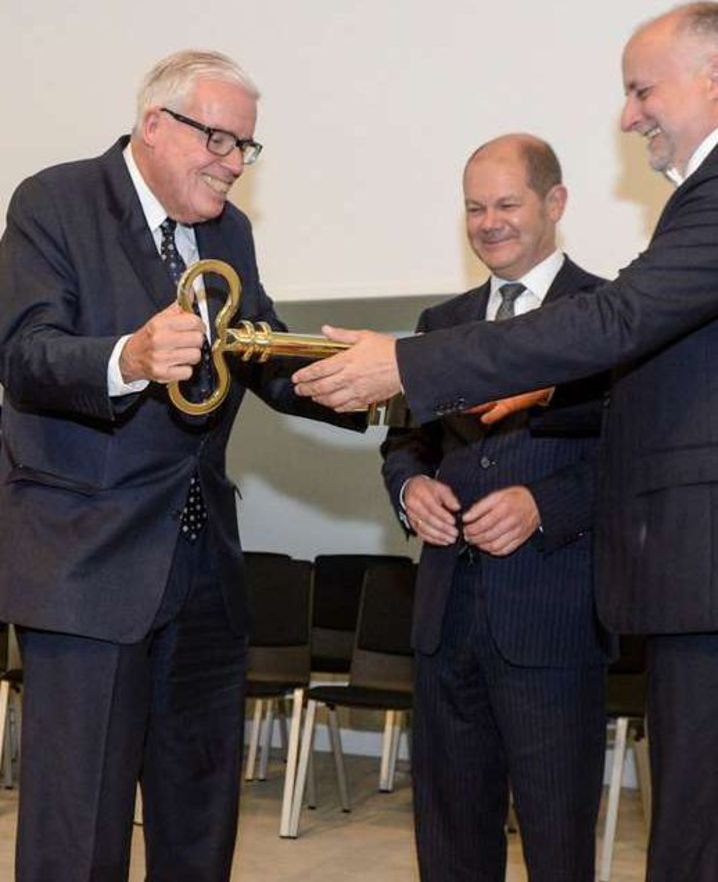
Cérémonie d'ouverture: Klaus-Michael Kühne et chancelier Olaf Scholz

## Initiatives étudiantes
Il existe environ 20 initiatives étudiantes à la KLU, dont l’association de conseil ADVISUPPLY.

## Universités partenaires
KLU entretient environ 50 partenariats avec des universités du monde entier, notamment avec :
- Université de Stellenbosch
- Université Érasme de Rotterdam
- Universidad de los Andes
- Université nationale de Singapour
- Université Koç
- KU Leuven
- Université Tongji
- Université de Montevideo
- Université d'économie et de commerce de Vienne (WU Wien)
- École polytechnique Chalmers

## Accréditations et Classements
La KLU est accreditée par l'AACSB.
Toutes les filières de la KLU sont accréditées par la "Foundation for International Business Administration Accreditation" (FIBAA).
Sur la base d'évaluations d'étudiants, KLU a été classée meilleure université au monde en recevant le Global Student Satisfaction Award de Studyportals en 2021.

## Programmes
- BSc Business Administration
- MSc Management International
- Msc Global Logistics and Supply Chain Management
- MSc Business Analytics and Data Science
- Executive MSc Sustainability Management and Operations
- MBA Leadership and Supply Chain Management
- Doctorat

## Domaines de Recherche
Ses principaux domaines de recherche sont la gestion de la chaîne d'approvisionnement, la logistique et le transport, avec un accent particulier sur la transformation numérique, le développement durable et la création de valeur. La KLU est située à HafenCity, Hambourg, et les cours sont dispensés en anglais.

## Anciens présidents
- Wolfgang Peiner (2010-2012)
- Thomas Strothotte (2013-2022)
- Andreas Kaplan (since 2023)